# Трнопоље
Трнопоље је насељено мјесто у граду Приједор, Република Српска, БиХ. Према прелиминарним подацима пописа становништва 2013. године, у насељу је живјело 2.279 становника. Већину становништва чинили су Бошњаци.

## Географија
Трнопоље се географски налази у подножју планине Козара од које је удаљено свега 6 km, док се са друге стране мјеста налази рибњак Саничани те канал ријеке Гомјеница. Већа мјеста у околину су Приједор који је на око 12 km те Козарац који је на око 5 km.

## Становништво
|             | 1991.           | 1981.           | 1971.           | 1961.           |
| Укупно      | 3 703 (100,0%)  | 2 847 (100,0%)  | 2 556 (100,0%)  | 1 965 (100,0%)  |
| Бошњаци     | 2 667 (72,02%)1 | 1 900 (66,74%)1 | 1 534 (60,02%)1 | 1 071 (54,50%)1 |
| Срби        | 576 (15,55%)    | 443 (15,56%)    | 585 (22,89%)    | 460 (23,41%)    |
| Остали      | 369 (9,965%)    | 375 (13,17%)    | 388 (15,18%)    | 356 (18,12%)    |
| Југословени | 48 (1,296%)     | 91 (3,196%)     | 4 (0,156%)      | 32 (1,628%)     |
| Хрвати      | 43 (1,161%)     | 34 (1,194%)     | 40 (1,565%)     | 45 (2,290%)     |
| Словенци    | –               | 2 (0,070%)      | 2 (0,078%)      | 1 (0,051%)      |
| Македонци   | –               | 1 (0,035%)      | –               | –               |
| Албанци     | –               | 1 (0,035%)      | 2 (0,078%)      | –               |
| Роми        | –               | –               | 1 (0,039%)      | –               |

1. 1 На пописима од 1971. до 1991. Бошњаци су пописивани углавном као Муслимани.

Насеље је 1991. године имало 3700 становника, а данас око 2500.
Трнопоље је познато и као средиште украјинске културе у Републици Српској.